# Château de Manfredonia
Le château de Manfredonia est une structure militaire construite, agrandie et redéfinie à l'époque de la domination souabe, angevine et aragonaise, située dans la commune  de Manfredonia dans la province de Foggia dans les Pouilles,.
Depuis décembre 2014, le ministère du Patrimoine et des Activités culturelles en assure la gestion par l'intermédiaire de la Direction régionale des musées.

## Histoire
Les premiers documents qui parlent du château remontent à 1279, qui font référence au recrutement de main d'œuvre afin de lancer les travaux de construction. Il est cependant possible que Charles Ier d'Anjou ait fait construire le château en utilisant des structures déjà présentes incorporées au projet du château : on pense que la structure était à l'origine composée exclusivement de pièces fermées par des murs équipés de portes communiquant avec l'extérieur. 
Le château n'est pas le résultat d'un projet unitaire, mais s'est développé à partir du projet original de Pierre d'Angicourt et jusqu'à sa configuration actuelle à travers une série de transformations, extensions et rénovations qui ont eu lieu à différentes époques.
Les premières transformations remontent à environ 1442, lorsque les Aragonais, dans le cadre d'un projet plus vaste de fortification des zones côtières, équipèrent le complexe d'une muraille qui incorporait la structure préexistante.
Au siècle suivant, un bastion pentagonal fut construit à l'ouest du château, intégrant l'une des tours circulaires, censée protéger la structure en cas d'attaque ennemie venant de la ville. On l'appelle Torre dell'Annunziata en raison d'un panneau de marbre au-dessus du couloir extérieur qui représente une scène de l'Annonciation.
En 1620, le château fut contraint de capituler sous l'attaque des Turcs, ce qui mit en évidence la faiblesse du château : le manque d'artillerie suffisante et l'absence totale de parapets de protection aptes à garantir la sécurité des défenseurs étaient quelques-uns des causes de cette capitulation.
Ayant perdu sa fonction défensive, elle servit au XVIIIe siècle de caserne et la tour ouest de prison.
En 1901, il fut acheté par la municipalité de Manfredonia qui en fit don avec le décret présidentiel no 952 du 21 juin 1968 à l'État avec l'engagement de ce dernier de construire à l'intérieur un musée archéologique.

## Description

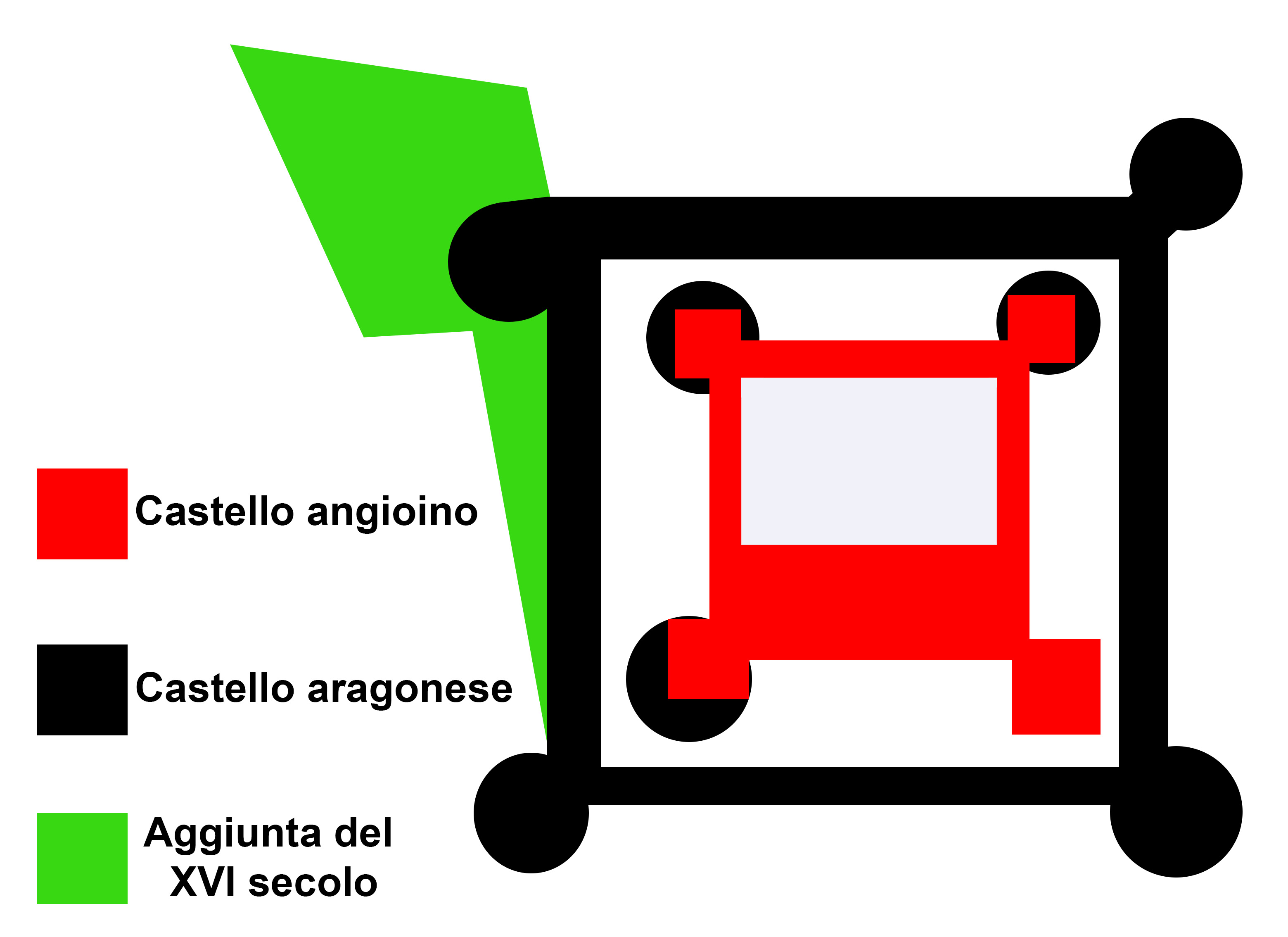
Schéma du château.

À l'origine, la structure avait une forme quadrilatère enfermée dans une enceinte fortifiée et possédait cinq tours de forme carrée : quatre aux angles du complexe et la cinquième probablement près de la porte principale, du côté nord-est. Par la suite, les quatre tours d'angle furent incorporées dans des tours cylindriques, tandis que de la cinquième, il ne reste que quelques traces.
Dans la muraille extérieure, construite à l'époque aragonaise, quatre tours cylindriques ont été placées, plus basses que les tours intérieures, car elles étaient plus adaptées aux techniques défensives de l'époque. D'un point de vue architectural, il s'inspire fortement des canons de construction souabes, avec sa régularité et sa linéarité géométrique.

## Musée archéologique national de Manfredonia
Il est situé à l'intérieur du château et l'entrée au musée permet de visiter la structure de celui-ci.
Les expositions archéologiques du musée illustrent l'histoire de l'ancien territoire de Siponto et du Gargano :
- les Stele daunie (it), type de monument funéraire en pierre calcaire répandu dans la civilisation daunienne (une des trois tribus illyriennes des Iapyges), dans l'actuelle Capitanata (province de Foggia, dans les Pouilles), entre la fin du VIIIe et le début du Ve siècle av. J.-C.
- les découvertes provenant des fouilles archéologiques dans le parc archéologique de Siponto.
- des amphores de transport trouvées dans la mer qui témoignent de l'intense activité commerciale le long des routes adriatiques de la Daunie romaine.
- les matériaux architecturaux et épigraphiques provenant principalement de la zone archéologique de Siponto.